# Mikoyan-Gurevich MiG-29
O Mikoyan MiG-29 (em russo: Микоян МиГ-29; OTAN: Fulcrum) é um caça bijato projetado na União Soviética. Desenvolvido pelo escritório de design Mikoyan como um caça de superioridade aérea durante os anos 1970, o MiG-29, juntamente com o maior Sukhoi Su-27, foi desenvolvido para contrariar os novos caças dos EUA, como o McDonnell Douglas F-15 Eagle e o General Dynamics F-16 Fighting Falcon. O MiG-29 entrou em serviço com a Força Aérea Soviética em 1983.
O elevado custo de manutenção tem levado a Força Aérea Russa e outros países, como a Hungria, a tentar se livrar de seus MiG-29, entretanto, poucos países têm demonstrado interesse na aquisição destes equipamentos.

## Desenvolvimento
No meio dos anos 1960, a Força Aérea dos Estados Unidos (USAF) encontrou dificuldades nos céus do Vietnã. Bombardeiros supersônicos que haviam sido otimizados como bombardeios de baixa altitude, como o F-105 Thunderchief, mostraram-se vulneráveis aos mais antigos MiG-17 e aos mais avançados MiGs que eram muito mais manobráveis. Para recuperar a limitada superioridade aérea desfrutada na Coreia, os EUA se concentraram no combate aéreo usando o caça multifuncional F-4 Phantom, enquanto a União Soviética desenvolveu o MiG-23 em resposta. No final dos anos 1960, a USAF iniciou o programa “F-X” para produzir um caça dedicado à superioridade aérea, que levou ao pedido de produção do McDonnell Douglas F-15 Eagle no final de 1969.
No auge da Guerra Fria, uma resposta soviética era necessária para evitar a possibilidade de um novo caça americano obter uma vantagem tecnológica séria sobre os caças soviéticos existentes. Assim, o desenvolvimento de um novo caça de superioridade aérea tornou-se uma prioridade. Em 1969, o Estado-Maior Soviético emitiu um requerimento para um Perspektivnyy Frontovoy Istrebitel (PFI, aproximadamente “Caça Avançado de Linha de Frente”). As especificações eram extremamente ambiciosas, exigindo longo alcance, bom desempenho em campo curto (incluindo a capacidade de usar pistas precárias), excelente agilidade, velocidade Mach 2+ e armamento pesado. O instituto russo TsAGI trabalhou em colaboração com o escritório de design Sukhoi na aerodinâmica da aeronave.
Em 1971, no entanto, estudos soviéticos determinaram a necessidade de diferentes tipos de caças. O programa PFI foi complementado com o programa Perspektivnyy Lyogkiy Frontovoy Istrebitel (LPFI, ou “Caça Tático Leve Avançado”), com a força de caça soviética planejada para ser composta 33% do PFI e 67% do LPFI. As duas designações paralelizaram a decisão da USAF, que criou o programa “Lightweight Fighter” e o General Dynamics F-16 Fighting Falcon e o Northrop YF-17. O caça PFI foi atribuído à Sukhoi, resultando no Sukhoi Su-27, enquanto o caça leve foi para Mikoyan. O trabalho de design detalhado no resultante Mikoyan Produto 9, designado MiG-29A, começou em 1974, com o primeiro voo ocorrendo em 6 de outubro de 1977. A aeronave pré-produção foi avistada pela primeira vez pelos satélites de reconhecimento dos Estados Unidos em novembro daquele ano e foi apelidada de Ram-L, pois foi observada no centro de testes de voo Jukovski, perto da cidade de Ramenskoie.

### Introdução e aprimoramentos
No Ocidente, o novo caça recebeu o codinome OTAN “Fulcrum-A” porque o MiG-29A pré-produção, que deveria ter recebido logicamente essa designação, permaneceu desconhecido no Ocidente naquela época. A União Soviética não atribuiu nomes oficiais à maioria de suas aeronaves, embora apelidos fossem comuns. Incomumente, alguns pilotos soviéticos acharam o codinome da OTAN do MiG-29, “Fulcrum”, uma descrição lisonjeira do propósito pretendido da aeronave, e às vezes é usado informalmente no serviço russo.
Na década de 1980, a Mikoyan desenvolveu o MiG-29S, melhorado para usar mísseis ar-ar R-27E de maior alcance. Ela adicionou uma "corcunda" dorsal à fuselagem superior para abrigar um sistema de interferência e alguma capacidade de combustível adicional. A carga de armas foi aumentada para 4 mil kg com o reforço da estrutura. Essas características foram incluídas em novos caças e atualizações para os MiG-29 mais antigos.

## Projeto
Compartilhando suas origens nos requisitos originais do PFI emitidos pelo TsAGI, o MiG-29 tem amplas semelhanças aerodinâmicas com o Sukhoi Su-27, mas com algumas diferenças notáveis. O MiG-29 tem uma asa em flecha montada no meio com extensões nas pontas (LERXs) em flecha em cerca de 40°. Há também estabilizadores horizontais em flecha e duas aletas verticais, montadas em lanças fora dos motores. Slats automáticos são montados nas bordas de ataque das asas, sendo de quatro segmentos nos modelos iniciais e de cinco segmentos em algumas variantes posteriores. No bordo de fuga, há flaps de manobra e ailerons na ponta da asa.

### Sensores e armamentos
Construído para abarcar o sistema de tiro RLPK-29 - que compreende o radar N019 "Rubin", com capacidade de detecção de alvos em até 100km - o MiG-29 tem uma atuação muito mais independente em relação ao controle de interceptação de solo do que modelos predecessores.
Um sistema único para época, o OEPrNK-29 (S-31), que compreende o sistema eletro-óptico de aquisição de alvos OEPS-29, acoplado a tela no capacete Shchel'-3UM, permite ao piloto detectar e travar alvos sem emitir ondas de radar.
Defensivamente, o MiG-29 conta com sistema de detecção de emissões de radar SPO-15LM Beryosa e o sistema de identificação amigo-inimigo (IFF) STR-700. O sistema BVP-30M é responsável pelas contramedidas de mísseis guiados a infravermelho e a radar.
O armamento padrão do MiG-29 é constituído de um canhão interno de 30 mm GSh-301 com 150 munições. A aeronave também possui seis estações para armamentos sob as asas para mísseis ar-ar de curto alcance e guiados por infravermelho, como o Vympel R-60 (OTAN: AA-8 "Aphid") e o Vympel R-73 (OTAN: AA-11 "Archer"), assim como mísseis de médio alcance guiados por radar, como o Vympel R-27R/T (OTAN: AA-10 "Alamo"). As versões modernizadas da aeronave, como o MiG-29M e MiG-29STM, podem levar mísseis de radar ativo Vympel R-77 (OTAN: AA-12 "Adler").
Apesar de ser um caça e graças ao sistema de armamentos SUV-29, o MiG-29 também é capaz de realizar ataque ao solo utilizando bombas e foguetes não guiados. As variantes mais recentes são capazes de levar armas ar-solo guiadas, como os mísseis Vympel Kh-29 (OTAN: AS-14 "Kedge") e míssil anti-radar Vympel Kh-31P (OTAN: AS-17 "Krypton").

## Histórico operacional

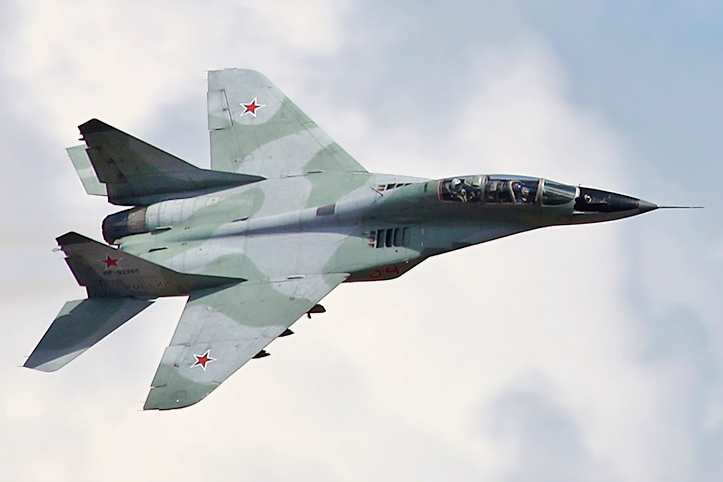
Um Mig-29 russo

Apesar das suas virtudes aparentes, o MiG-29 não foi tão bem sucedido em combate real. Voou em combate na Guerra do Golfo, sobre a Sérvia, e na Guerra Eritreia-Etiópia em 1999. Pelo menos uma dúzia de unidades foi atingida, sem registo de vitórias. Porém, a maioria das aeronaves destruídas estava no solo e as poucas perdidas em combate aéreo se deve ao fato da tecnologia superior utilizada pelos Estados Unidos, como aeronaves AWACS e mísseis mais modernos, além do alto grau de treinamento dos pilotos americanos. Alguns técnicos consideram estes valores reveladores das deficiências do MiG-29. No ambiente hostil do Iraque e Sérvia, os Estados Unidos tomaram a iniciativa e asseguraram a sua superioridade aérea desde muito cedo, restando poucas hipóteses aos MiG-29 de responder. No entanto, algumas análises de potencial, quando comparados paralelamente, indicam que o MiG-29 poderia ser equiparado ao F-15 Eagle. Análises efetuadas pela Federação de Cientistas Americanos (FAS) revelaram que o MiG-29 é igual ou superior ao F-16, após os exercícios conjuntos DACT, realizado entre pilotos alemães (que herdaram o MiG-29 da antiga Alemanha Oriental) e pilotos americanos, em razão de seu sistema de mira montado no capacete (HMS) dos pilotos e da grande manobrabilidade do MiG-29 à baixa velocidade.
Após a queda da União Soviética, reportou-se que poucos Mig-29 estavam de fato em condições plenas para operações. As Forças Aeroespaciais Russas iniciaram um programa de atualização de seus primeiros MiG-29s para o padrão MiG-29SMT mais moderno, mas as dificuldades financeiras impediram a entrega de mais três MiG-29 SMT atualizados para as forças russas. Em vez disso, os 35 MiG-29SMT/UBTs rejeitados pela Argélia foram comprados pela força aérea russa. Como resultado, nas décadas de 1990 e 2000, vários Mig-29 caíram, a maioria devido a problemas mecânicos.
O Iraque Baathista comprou vários lotes de Mig-29s na década de 1980, utilizando-os na Guerra Irã-Iraque e na Invasão do Kuwait (1990). No começo da Guerra do Golfo, a força aérea iraquiana operava 39 Mig-29s (de um modelo que, para a época, já estava desatualizado). Após essa guerra, apenas 12 Mig-29s restavam nas mãos dos iraquianos. Cerca de cinco desses Migs foram derrubados por caças F-15 americanos. Foi reportado que um Panavia Tornado britânico teria sido derrubado por um Mig-29 iraquiano, mas essa informação foi negada pelo governo do Reino Unido. Em 1995, o governo iraquiano de Saddam Hussein resolveu retirar de operação seus Mig-29, sendo que muitos já não voavam e o país não tinha meios de adquirir peças de reposição. Após a Invasão do Iraque em 2003, todos os Mig-29 iraquianos remanescentes foram formalmente desmantelados.
A Rússia utilizou Mig-29 na guerra contra a Geórgia. Segundo o governo russo, seus Migs conseguiram abater alguns drones georgianos, mas isso nunca foi confirmado de forma independente.
Durante a primeira quinzena de setembro de 2017, as Forças Aeroespaciais Russas enviaram algumas aeronaves de combate multimissão MiG-29SMT para a Base Aérea de Khmeimim, perto de Lataquia, no oeste da Síria, tornando-se a primeira vez que a versão modernizada do jato Fulcrum de linha de base foi implantada para participar de operações durante a Guerra Civil Síria. O MiG-29SMT estava envolvido em missões de bombardeio e funções secundárias de escolta de bombardeiros estratégicos. A força aérea síria também utilizou seus Migs para atacar alvos rebeldes.
O Grupo Wagner também opera Mig-29s, sendo que dois deles teriam caído na região de Sirte, na Líbia, em 28 de junho e 7 de setembro de 2020.

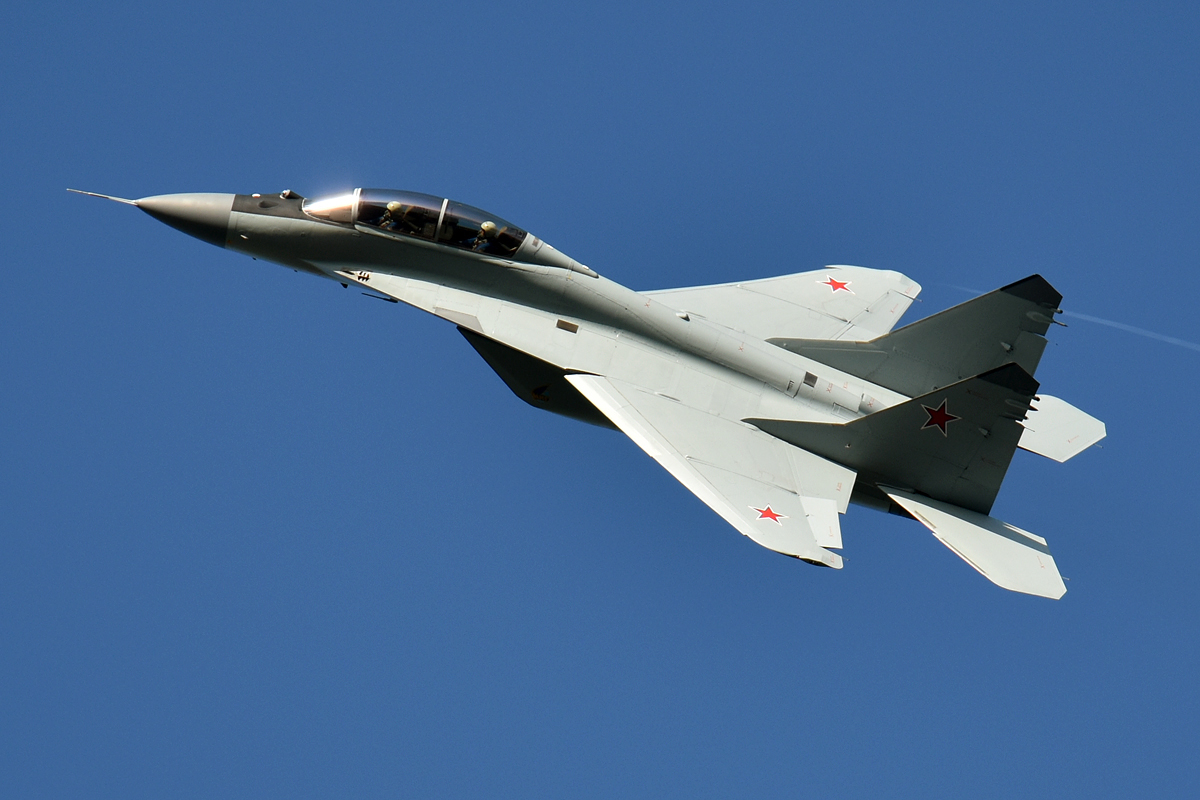
Um caça MiG-29M2 russo

Em abril de 2014, durante a invasão da Crimeia, 45 MiG-29s e 4 aeronaves L-39 da força aérea ucraniana foram capturados pelo exército russo na Base Aérea de Belbek. A maioria desses aviões parecia estar em condições inoperáveis. Em maio do mesmo ano, as tropas russas desmantelaram essas aeronaves e os enviaram de volta para a Ucrânia. Em 4 de agosto de 2014, o governo ucraniano afirmou que vários Mig-29s haviam sido colocados de volta ao serviço para lutar na guerra no leste do país. Entre 2018 e 2020, a Ucrânia começou um programa de modernização de sua frota de Mig-29, para a variante MiG-29MU2. Foi reportado que os ucranianos estavam usando equipamento ocidental para modernizar seus aviões de origem soviética.
Durante a Invasão da Ucrânia pela Rússia, ambos os lados utilizaram o Mig-29. A força aérea ucraniana utilizou seus caças Su-27s e MiG-29s como aeronaves de superioridade aérea, com pelo menos dez MiG-29s ucranianos sendo destruídos pelos russos nos primeiros dias de invasão.
Em agosto de 2022, um alto funcionário da defesa dos Estados Unidos divulgou que os ucranianos integraram o sistema do míssil AGM-88 HARM para "aeronaves MiG" com evidências em vídeo de mísseis AGM-88 disparados por MiG-29s ucranianos atualizados lançados pela Força Aérea Ucraniana alguns dias depois. Para uma arma que depende de display digital para disparar, a questão de como ela foi integrada aos displays analógicos do MiG-29 permaneceu sem resposta. As filmagens mostraram um GPS comercial sendo instalado junto com algum tipo de tablet.

## Variantes

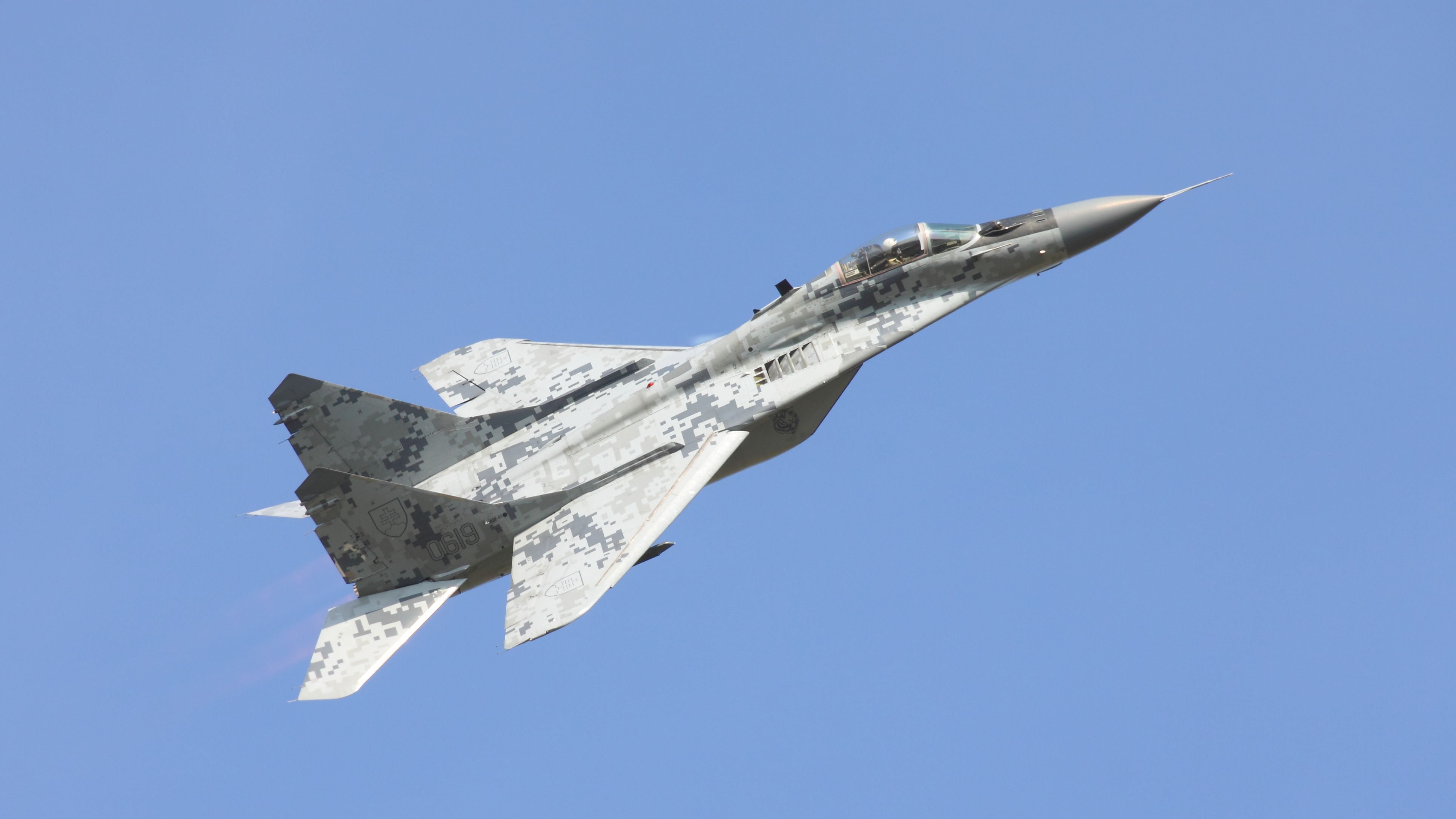
Um MiG-29 eslovaco

### Original
- MiG-29A:[46] a primeira versão produzida para a União Soviética, com o primeiro voo em 1983. 840 unidades produzidas.[47]

### Exportação
- MiG-29SM: versão para a Força Aérea Síria.[48]
- MiG-29G/MiG-29GT: MiG-29 da Alemanha Oriental atualizado para os padrões da OTAN, com trabalho realizado pela MiG Aircraft Product Support GmbH (MAPS), uma empresa de joint venture formada entre a MiG Moscow Aviation Production Association e a DaimlerChrysler Aerospace em 1993.[49]
- MiG-29 Sniper: atualização planejada para a Força Aérea da Roménia pela DASA, Aerostar e Elbit. A DASA foi responsável pelo gerenciamento do programa, suporte técnico e pelo programa de teste de voo (junto com a Elbit), enquanto a Elbit foi responsável pelo desenvolvimento do pacote de aviônicos e a Aerostar implementou as atualizações nas aeronaves. O primeiro voo ocorreu em 5 de maio de 2000.[50][51] As atualizações incluíram a instalação de um novo computador modular multiuso baseado no barramento de dados MIL-STD-1553B, aviônicos ocidentais atualizados, novas estações de rádio, sistema de navegação híbrido composto por um sistema de navegação inercial acoplado com receptor GPS, sistema de identificação, dois MFCD de 152 mm x 203 mm, um Head-Up Display equipado com painel de controle frontal UFCP, novo RWR, novo HOTAS e novo ADC. Também era esperada a adição de um novo radar e a integração de armas ocidentais enquanto mantinha as russas. O programa foi interrompido por vários motivos, juntamente com a aposentadoria dos MiG-29 romenos em 2003, o governo romeno decidiu investir ainda mais no programa MiG-21 LanceR.[52]

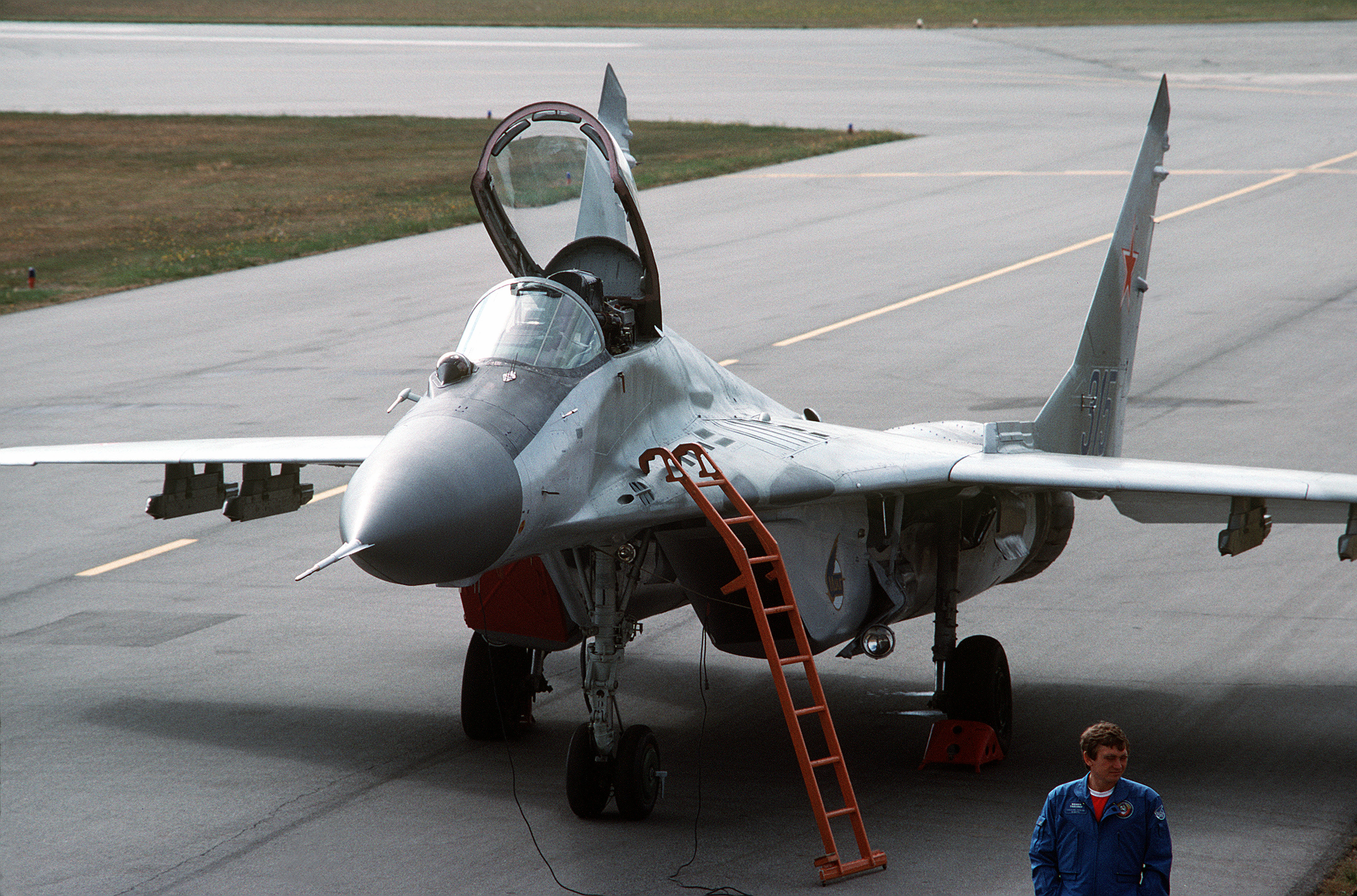
Um MiG-29 da Força Aérea Soviética estacionado após um voo de exibição no Abbotsford Air Show, 1989

- Um MiG-29 da Força Aérea Soviética estacionado após um voo de exibição no Abbotsford Air Show, 1989MiG-29SMT: o MiG-29SMT é uma atualização dos MiG-29 de primeira geração usando melhorias no MiG-29M. Tanques de combustível adicionais em uma coluna vertebral ainda mais ampliada fornecem um alcance máximo de voo interno de 2.100 km (1.300 mi). O cockpit tem um design HOTAS aprimorado, dois MFDs de cristal líquido coloridos de 152 mm × 203 mm e dois LCD monocromáticos menores. O MiG-29A não tinha capacidade avançada ar-solo, portanto a atualização SMT adiciona o radar Zhuk-ME atualizado com detecção de radar ar-solo e integra armas guiadas ar-solo.[53] Ele também possui motores RD-33 ser.3 atualizados com empuxo pós-combustão classificado em 81 kN (18.000 lbf) cada. A carga de armas foi aumentada para 4.500 kg em seis pontos duros sob as asas e um ventral, com escolhas semelhantes de armas para o MiG-29M. Ele também pode acomodar aviônicos e armas de origem não russa.[54][55]
- MiG-29BM: o MiG-29BM é uma atualização realizada pela fábrica de reparo de aeronaves ARZ-558 em Baranovichi, Bielorrússia. É uma variante de ataque do MiG-29 e o equivalente bielorrusso ao MiG-29SMT russo. Inclui melhorias em armas, radar, além de adicionar capacidade de reabastecimento ar-ar não retrátil. Eles entraram em serviço em 2003 e estima-se que dez ou mais foram modernizados para o padrão BM.[56] A Força Aérea de Bangladesh atualizou seus MiG-29B semelhantes ao padrão BM.[57]
- MiG-29UBT: atualização padrão SMT para o MiG-29UB. Utilizado pela Argélia e Iêmen.[58][59]
- MiG-29UPG: o UPG foi uma nova modificação destinada aos MiG-29 usados pela Força Aérea Indiana. A versão indiana do UPG é semelhante à variante SMT, mas difere por ter um conjunto de aviônicos estrangeiros integrado a ela.[60] O conjunto de armas é o mesmo das versões SMT e K/KUB.[61] Ele fez seu voo inaugural em 4 de fevereiro de 2011. A versão inclui o novo radar Zhuk-M, novos aviônicos, uma sonda IFR, bem como novos motores turbofan RD-33 Série 3 aprimorados e o Sistema de Guerra Eletrônica DRDO/DARE D-29.[62]
- MiG-29SMP/MiG-29UBP: o SMP/UBP são atualizações para a frota de MiG-29 da Força Aérea do Peru. Em agosto de 2008, foi assinado um contrato de US$ 106 milhões com a RAC MiG para esta atualização personalizada do SM de um lote inicial de oito MiG-29, com uma provisão para atualizar todos os MiG-29 peruanos.[63] A versão monoposto é designada SMP, enquanto a versão biposto é designada UBP. Ele apresenta um conjunto ECM aprimorado, aviônicos, sensores, interface do piloto e um barramento de dados MIL-STD-1553. As interfaces incluem capacidades IRST aprimoradas para detecção e rastreamento passivo aprimorado, bem como melhores capacidades de lançamento fora do eixo de visão, um MFCD e HOTAS.[64] O radar N019M1, uma versão digital fortemente modificada e atualizada do radar N019, substitui o N010 Zhuk-M padrão do MiG-29SMT. A atualização também inclui um programa de extensão da vida estrutural (SLEP), motores revisados e atualizados e a adição de uma sonda de reabastecimento em voo.[65]
- MiG-29MU1: uma modernização ucraniana do MiG-29.[66]
- MiG-29MU2: uma modernização adicional ucraniana do MiG-29, focada em munição ar-solo.[67]

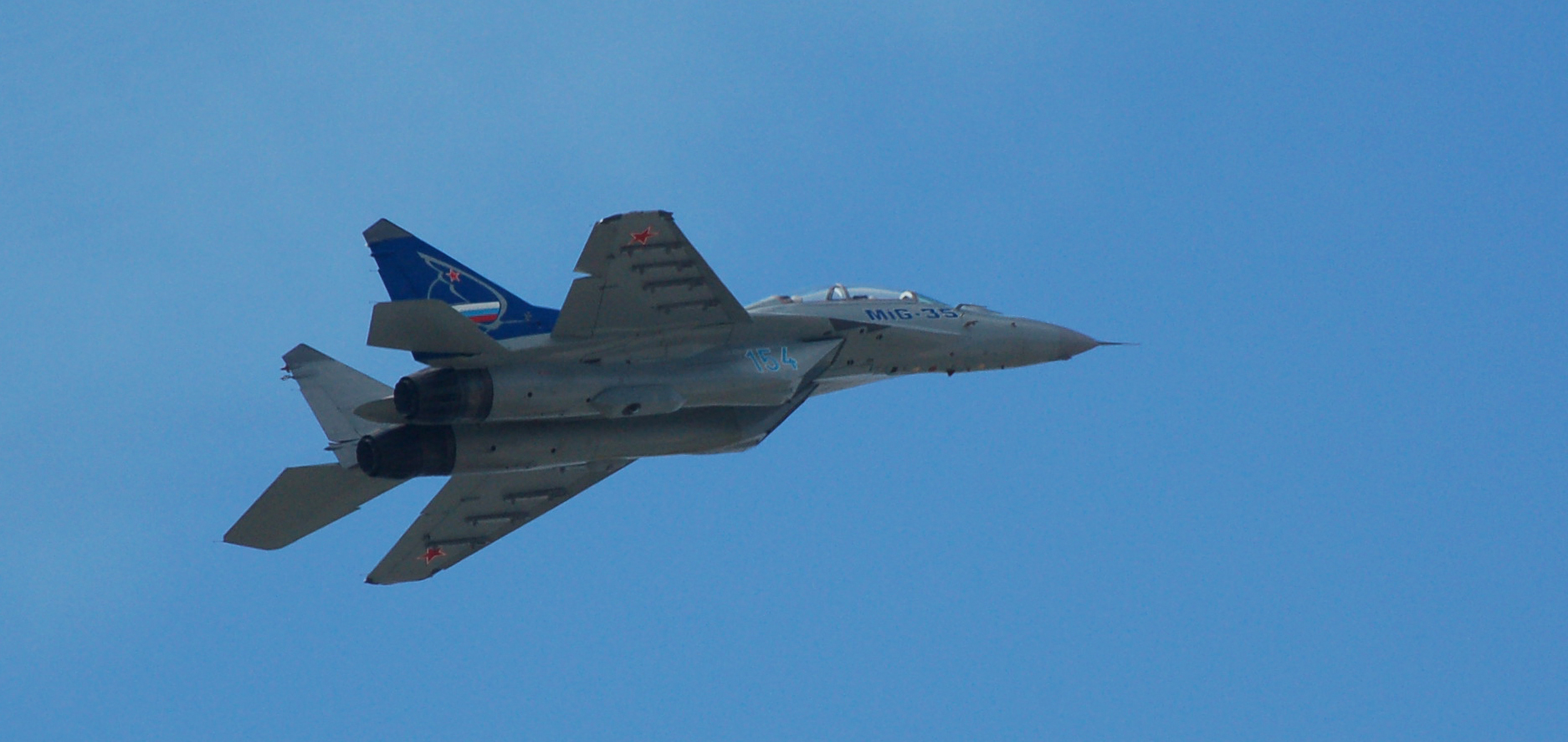
Um MiG-35 na Aero India de 2007

### Variantes de segunda geração com estrutura modificada
- MiG-29M2/MiG-29MRCA: versão de dois lugares do MiG-29M. Características idênticas ao MiG-29M, com um alcance ligeiramente reduzido de 1.800 km (1.100 mi).[68] O MiG RAC se apresentou em vários shows aéreos, incluindo a Quinta Exposição Internacional de Aviação e Aeroespacial da China (CIAAE 2004),[69] Aero India 2005[70][71] e MAKS 2005.[72]
- MiG-29K: versão naval, adaptada especialmente para a operação a partir de porta-aviões, com asas dobráveis e trens de pouso reforçados.[73][74]

- MiG-29OVT: O OVT é um dos seis MiG-29M pré-construídos antes de 1991 que recebeu motor de vetor de empuxo e tecnologia fly-by-wire. Ele serviu como um testbed de motor de vetor de empuxo e demonstrador de tecnologia em vários shows aéreos para mostrar melhorias futuras no MiG-29M. Possui aviônicos idênticos aos do MiG-29M e a única diferença no layout do cockpit é um interruptor adicional para ligar a função de vetor de empuxo. É geralmente usado como um demonstrador acrobático em vários shows aéreos ao redor do mundo para exportação potencial.[75]
- MiG-35: nova versão desenvolvida a partir do MiG-29M2.[76] Classificado como caça de geração 4++ pela Russian Aircraft Corporation MiG.[77]

## Operadores
Argélia

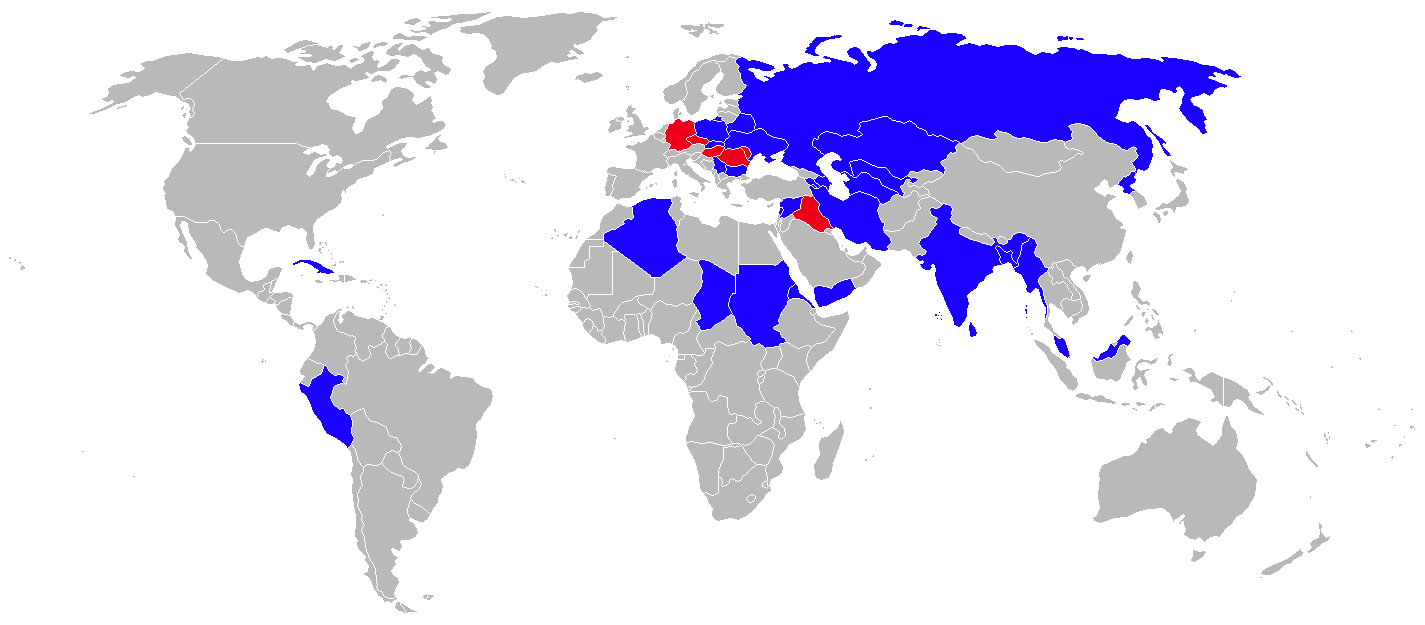
Em azul: países que possuem o MiG-29 em seu inventário. Em vermelho: nações que já aposentaram esta aeronave

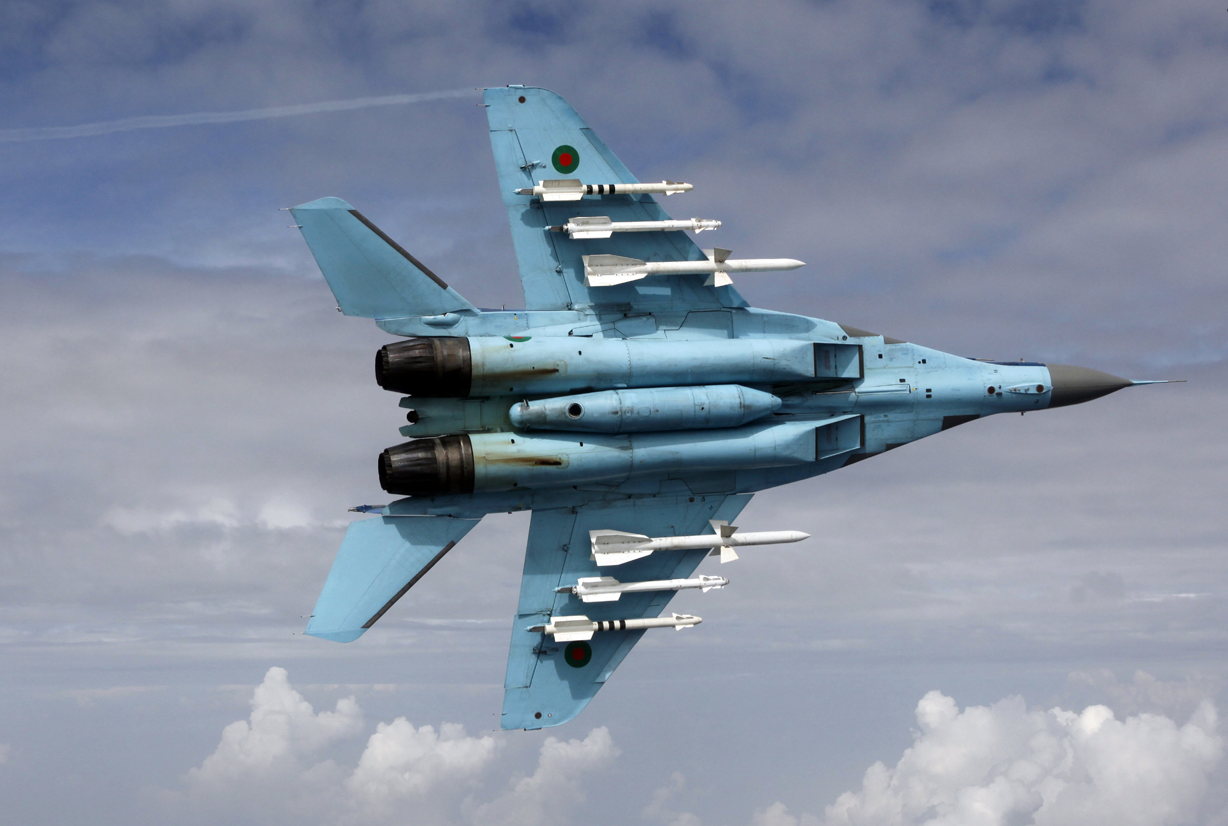
Um Mig-29 de Bangladesh com seus armamentos

- Força Aérea Argelina: 26 unidades em serviço até janeiro de 2014.[78][79] 14 MiG-29M/M2 encomendados.[80][81]

 Azerbaijão
- Força Aérea do Azerbaijão: 13 unidades operacionais até janeiro de 2014.[82][83]

 Bangladesh
- Força Aérea de Bangladesh: 8 unidades em serviço até 2021. Quatro MiG-29B foram atualizados para extensão de vida na Bielorrússia, com o resto planejado para ser atualizado em 2021-2022.[84]

 Bielorrússia
- Força Aérea da Bielorrússia: 41 unidades no inventário até janeiro de 2014.[85]

 Bulgária
- Força Aérea da Bulgária: 11 unidades no inventário até 2021.[86]

 Cazaquistão
- Força de Defesa Aérea do Cazaquistão: 14 unidades até 2016.[87]

 Chade
- Força Aérea do Chade: 3 unidades[88] da Ucrânia.[89]

 Coreia do Norte
- Força Aérea e Antiaérea do Exército Popular da Coreia: 35 unidades até janeiro de 2015.[90]

 Cuba
- Defesa Antiaérea e Força Aérea Revolucionária: 4 unidades no inventário até janeiro de 2014.[91]

 Eritreia
- Força Aérea da Eritreia: 4 unidades até janeiro de 2014.[92]

 Índia

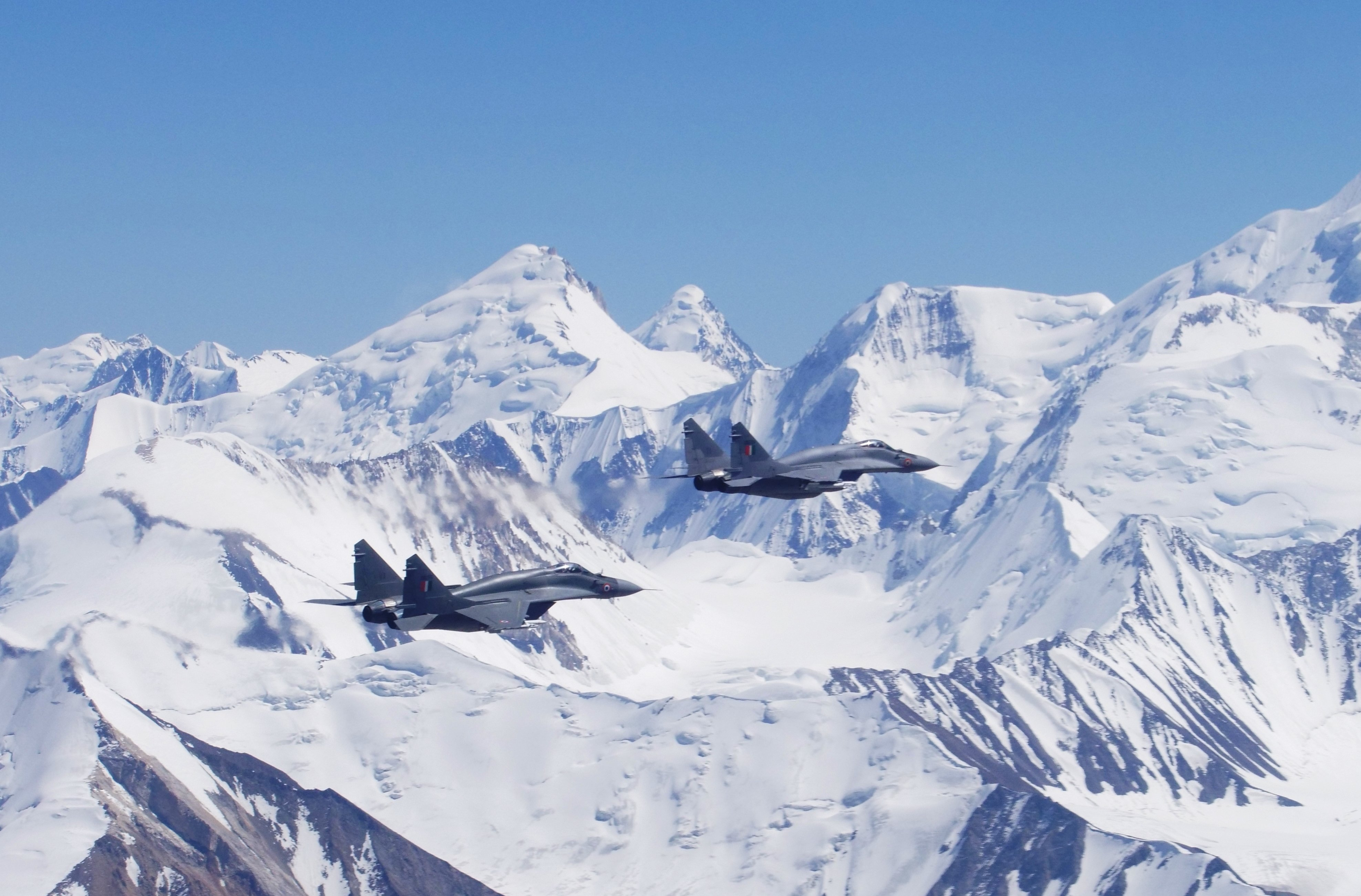
Dois MiG-29 indianos patrulhando os Himalaias

- Força Aérea Indiana: 67 unidades em serviço até janeiro de 2021.[93]
- Marinha Indiana: 44 unidades em serviço até fevereiro de 2021.[94]

 Irã
- Força Aérea do Irã: 44 unidades no inventário até 2012.[95]

 Mongólia
- Força Aérea da Mongólia: 6 unidades em serviço até dezembro de 2021.[96]

 Myanmar
- Força Aérea de Myanmar: 31 unidades em serviço até janeiro de 2015.[97] 10 foram atualizadas para a versão MiG-29SM.[98]

 Peru
- Força Aérea do Peru: 19 unidades em serviço até fevereiro de 2021.[99]

 Polônia
- Força Aérea Polaca: 23 unidades até outubro de 2022.[100]

 Rússia
- Força Aérea Russa: 87 unidades em serviço até 2022.[101]
- Aviação Naval Russa: 24 unidades.[102]

 Sérvia
- Força Aérea da Sérvia: 14 unidades no inventário até 2022, 11 das quais foram modernizadas para a versão MiG-29SMT.[103]

 Sudão

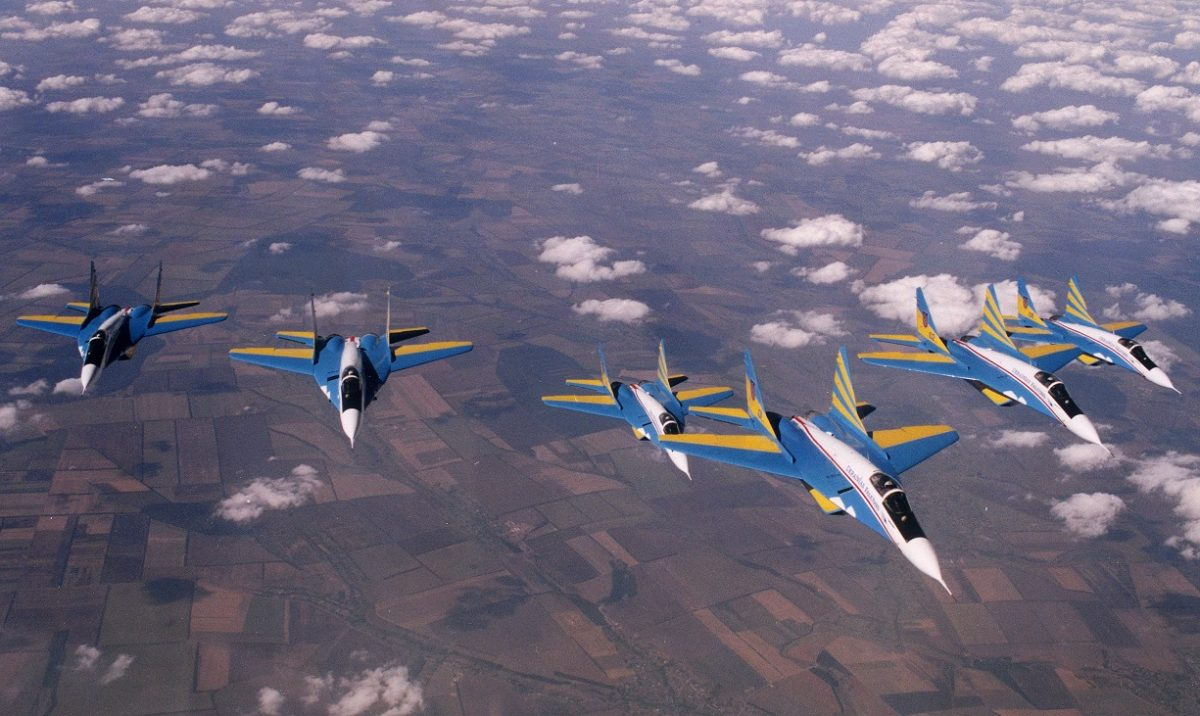
Seis MiG-29 da Ucrânia em ala, 1995

- Seis MiG-29 da Ucrânia em ala, 1995Força Aérea do Sudão: 11 unidades em serviço até janeiro de 2017.[104]

 Síria
- Força Aérea Árabe Síria: 20 unidades em serviço, além de 12 encomendas até janeiro de 2017.[105] Um novo pedido em maio de 2020.[106]

 Turcomenistão
- Força Aérea do Turcomenistão: 24 unidades em serviço até janeiro de 2014.[107]

 Ucrânia
- Força Aérea da Ucrânia: 40–70 unidades em serviço até 2023.[108]

 Estados Unidos (empresa privada Ravn Aero, para demonstração).
 Uzbequistão
- Força Aérea do Uzbequistão: 60 unidades em serviço até janeiro de 2014.[110]

## Especificações
Dados de Mikoyan, airforce-technology.com, deagel.com e Business World

### Características gerais
- Tripulação: 1
- Comprimento: 17,32 m
- Envergadura: 11,36 m
- Altura: 4,73 m
- Área da asa: 38 metros quadrados
- Peso vazio: 11.000 kg
- Peso bruto: 14.900 kg

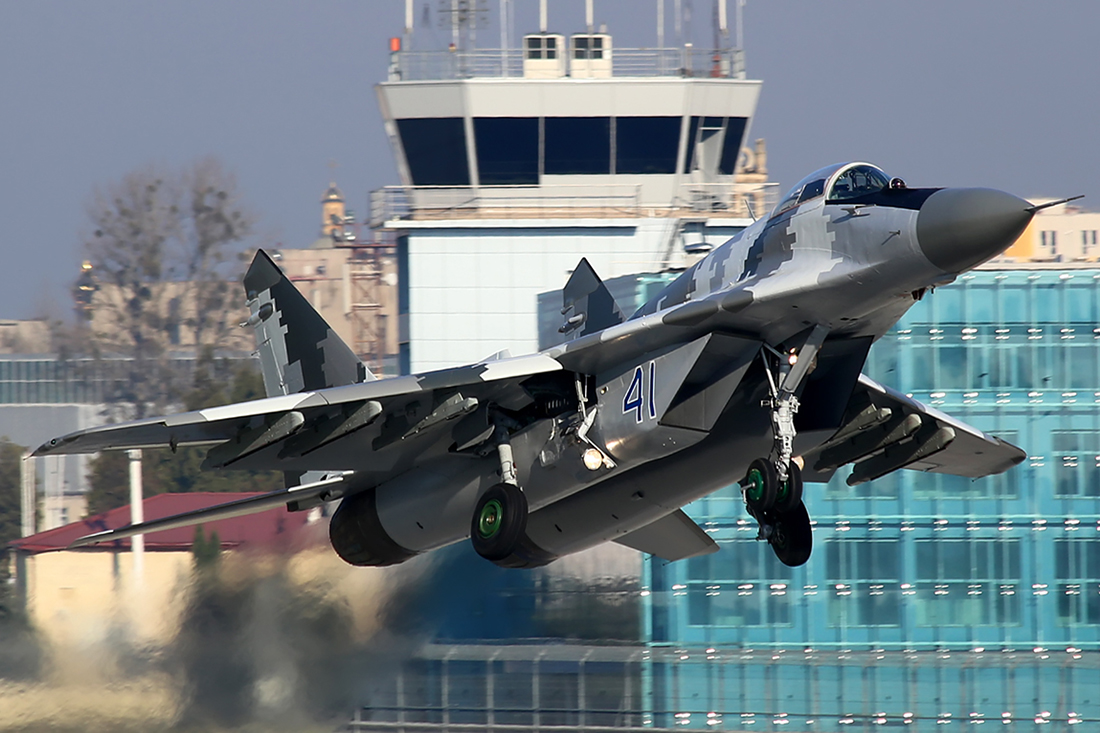
Um MiG-29 ucraniano

- Peso máximo de decolagem (MTOW): 18.000 kg
- Capacidade de combustível: 3.500 kg internos
- Motorização: 2 × motores turbofan com pós-combustão Klimov RD-33, 49,42 kN de empuxo cada

### Performance
Velocidade máxima: 2.450 km/h (1.520 mph, 1.320 kn) em alta altitude
Velocidade máxima: Mach 2.3+
Alcance: 1.430 km (890 mi, 770 nmi) com combustível interno máximo
Alcance de combate: 700–900 km (430–560 mi, 380–490 nmi) com 2 x R-27s, 4 x R-73s em alta altitude
Alcance de traslado: 2.100 km (1.300 mi, 1.100 nmi) com 1× tanque externo
Teto operacional: 18.000 m (59.000 pés)
Limites de força G: +9
Taxa de subida: 330 m/s (65.000 pés/min)